# ألعاب البحر الأبيض المتوسط 2013
ألعاب البحر الأبيض المتوسط 2013 هي النسخة السابعة عشر (17) في ألعاب البحر الأبيض المتوسط، المنعقدة في مرسين بتركيا، من 20 يونيو إلى 30 يونيو 2013.
تستقبل هذه النسخة رياضيين من 21 دولة للمشاركة في 27 رياضة مختلفة.
انتهت الألعاب بحصيلة:
- 854 ميدالية في جميع الألعاب لجميع البلدان.
- ذهبية : 265 ميدالية ذهبية.
- فضية : 264 ميدالية فضية.
- برونزية : 325 ميدالية برونزية.

## التعويذة و الشعار
يحتوي شعار ألعاب البحر المتوسط السابعة عشرة بمرسين على عناصر تمثل كلاً من مرسين و البحر الأبيض المتوسط.
السلحفاة البحرية تمثل كلا من البحر المتوسط و الصداقة، أما البرتقالة (فوق السلحفاة و هي في شكل قبعة) فهي مستوحاة من الحمضيات المشهورة في المنطقة فهي تمثل الشمس و المناخ في مرسين و البحر الأبيض المتوسط.

## ألعاب الدورة
تضمن برنامج الدورة الألعاب التالية:
| - القوس والنشاب - ألعاب القوى - كرة السلة - الكرة الطائرة الشاطئية - بولينج - الملاكمة - التجديف | - سباق الدراجات - الفروسية - مبارزة سيف الشيش - كرة القدم - الغولف - الجمباز الفني - الجمباز الإيقاعي | - كرة اليد - الجودو - الكاراتيه - التجديف - القوارب الشراعية - الرماية - السباحة | - تنس الطاولة - التنس - الكرة الطائرة - كرة الماء - رفع الأثقال - المصارعة |

## البلدان
| - أندورا - ألبانيا - الجزائر - البوسنة والهرسك - كرواتيا - قبرص | - مصر - فرنسا - اليونان - إيطاليا - لبنان - ليبيا | - جمهورية مقدونيا (أول مشاركة) - مالطا - موناكو - الجبل الأسود - المغرب - سان مارينو | - صربيا - سلوفينيا - إسبانيا - سوريا - تونس - تركيا (البلد المضيف) |

## قائمة الميداليات
محدثة بتاريخ 30 يونيو 2013 على الساعة 20:00 مساء بتوقيت غرينيتش 

هذه القائمة هي قائمة نهائية و تحتوي على الأرقام الرسمية الموضوعة بعد انتهاء الألعاب
| الترتيب | منتخب           | ذهبية | فضية | برونزية | المجموع |
| ------- | --------------- | ----- | ---- | ------- | ------- |
| 1       | إيطاليا         | 70    | 52   | 64      | 186     |
| 2       | تركيا           | 47    | 44   | 37      | 128     |
| 3       | فرنسا           | 25    | 26   | 45      | 96      |
| 4       | إسبانيا         | 21    | 32   | 29      | 82      |
| 5       | مصر             | 21    | 22   | 24      | 67      |
| 6       | اليونان         | 15    | 18   | 26      | 59      |
| 7       | سلوفينيا        | 13    | 11   | 11      | 35      |
| 8       | صربيا           | 12    | 11   | 11      | 34      |
| 9       | كرواتيا         | 11    | 7    | 9       | 27      |
| 10      | تونس            | 9     | 17   | 22      | 48      |
| 11      | الجزائر         | 9     | 2    | 15      | 26      |
| 12      | المغرب          | 7     | 10   | 11      | 28      |
| 13      | قبرص            | 2     | 2    | 3       | 7       |
| 14      | ألبانيا         | 1     | 2    | 3       | 6       |
| 15      | الجبل الأسود    | 1     | 1    | 3       | 5       |
| 16      | مالطا           | 1     | 1    | 0       | 2       |
| 17      | سان مارينو      | 0     | 2    | 3       | 5       |
| 18      | سوريا           | 0     | 2    | 0       | 2       |
| 19      | مقدونيا         | 0     | 1    | 4       | 5       |
| 20      | البوسنة والهرسك | 0     | 1    | 3       | 4       |
| 21      | لبنان           | 0     | 0    | 2       | 2       |
|         | المجموع         | 265   | 264  | 325     | 854     |

## وصلات خارجية
- الموقع الرسمي لألعاب البحر الأبيض المتوسط مرسين 2013
- الموقع الرسمي للجنة الدولية للألعاب المتوسطية